# Fenyő Andor Endre
Fenyő Andor Endre (születési neve: Fenyő Ármin) (Baja, 1904. február 25. – Budapest, 1971. szeptember 14.) Munkácsy Mihály-díjas (1959) magyar festő, kritikus, tanár.

## Életpályája
Szülei: Fenyő Ármin (-1903) és Fuchs Sára voltak. Tanulmányait az Iparrajziskolában kezdte; 1923–1929 között a Magyar Képzőművészeti Főiskola hallgatója volt Glatz Oszkár és Vaszary János tanítványaként. 1925-től kiállító művész. 1924-től tagja volt a Képzőművészek Új Társaságának és az Új Művészek Egyesületének. 1934-ben alapító tagja volt a Szocialista Képzőművészek Csoportjának. 1938–1947 között Finnországban, majd Svédországban élt. 1948-ban tért haza. 1948–1950 között a Szabad Nép kritikusa volt. 1950-től tanára, majd igazgatója volt a Dési Huber Képzőművészeti Szabadiskolának. Tíz évig volt a Képzőművészeti Alap festőlektora. Az 1950-es évek közepétől a Balaton lett fő témája. Balatonudvari műtermében dolgozott.

## Művei
- A fekete varrógép (1941)

## Kiállításai

### Egyéni
- 1930, 1956, 1958, 1964, 1969 Budapest
- 1958, 1976 Pécs
- 1962, 1966 Veszprém
- 1964 Dunaújváros, Kaposvár
- 1967 Stockholm

### Válogatott, csoportos
- 1926 Düsseldorf, Frankfurt
- 1926, 1928, 1936, 1947-1950, 1954, 1957, 1960, 1964-1965, 1969, 1971, 1975 Budapest
- 1927 Fiume, Krakkó, Varsó
- 1928 Bécs, Malmö, Stockholm
- 1929 Nürnberg
- 1957 Miskolc
- 1958 Antwerpen
- 1968 Székesfehérvár
- 1977 Szombathely

## Díjai
- Munkácsy Mihály-díj (1959)
- Szocialista Hazáért kitüntetés (1967)
- Szocialista Kultúráért kitüntetés (1968)
- Szocialista Munkáért Érdemérem (1968)